# La svastica nel ventre
La svastica nel ventre (estrenada internacionalment com Nazi Love Camp 27) és una pel·lícula de 1977 dirigida per William Hawkins (àlies Mario Caiano), part de la moda del gènere eròtic amb caràcter violent i que té com a rerefons el nazisme i la guerra, conegut com "nazisploitation".

## Trama
Segona Guerra Mundial. La jove jueva Hannah, compromesa amb un soldat alemany, és capturada pels SS, que exterminen la resta de la seva família. Internada en un camp de concentració, és violada repetidament: observada per la seva bellesa, després és traslladada a un bordell d'oficials, on les noies són sotmeses a totes les formes de violència i assassinades brutalment si es considera que no compleixen els seus estàndards. L'oficial que dirigeix el bordell-lager (i a qui li agrada veure sàdicament les execucions) s'enamora d'Hannah i la converteix en la seva amant, encarregant-li també la direcció d'un bordell de luxe per a oficials, proporcionant-li amb aquest propòsit la nova identitat "ària" de Lola Kahr. Mentrestant, però, l'exnòvio la segueix buscant i, convertit en oficial encara que poc adherent a la ideologia nazi, finalment aconsegueix rastrejar-la: però Hannah es nega a salvar-se.
Després d'haver perdut totes les raons per sobreviure, durant una vetllada amb uns oficials d'alt rang, dispara i mata el seu amant al dormitori; després apareix a la sala cantant una cançó hebrea i burlant-se amb acudits irreverents d'Adolf Hitler i el nazisme; llavors mata un segon oficial superior (que havia matat la seva mare anys abans), abans de ser assassinada.

## Repartiment
- Sirpa Lane: Hannah Meyer/Lola Kahr
- Giancarlo Sisti: cap. Kurt Von Stein
- Roberto Posse: cap. Klaus Berger
- Gianfilippo Carcano: pare dr Hannah
- Piero Lulli: general al bordell
- Marzia Ubaldi: kapò lesbiana Gruber
- Renata Moar: germana de Klaus
- Isabella Russo:
- Cristiana Borghi: Leila Goschmitt, jueva al bordell
- Mike Morris:
- Sarah Crespi: jueva suicida
- Margherita Horowitz: Martha, mare de Hannah
- Gaetano Russo:
- Gianni Di Benedetto:
- Gudrun Gundelach: dott.ssa Günther
- Gloria Piedimonte: jueva a escena sàfica

## Producció
Algunes escenes de la pel·lícula es van rodar a Toblach, com ara la sortida del tren des de l'estació, amb un tren d'època.